# 赛江站
賽江站（：／ Saetgang yeok */?）是首爾地鐵9號線與首爾輕電鐵新林線沿線交會的一座轉乘車站，同時也是新林線的起點車站，位於韓國首爾特別市永登浦區汝矣洞。站名“赛江”在韩语中意为“汊流”。

## 車站構造
兩線站體均為側式月台的地下車站，候車月台皆有裝設全高式月台門，並有出口共4處。

### 9號線月台
2面4線的側式月台，中間2條軌道為急行列車的通過線。

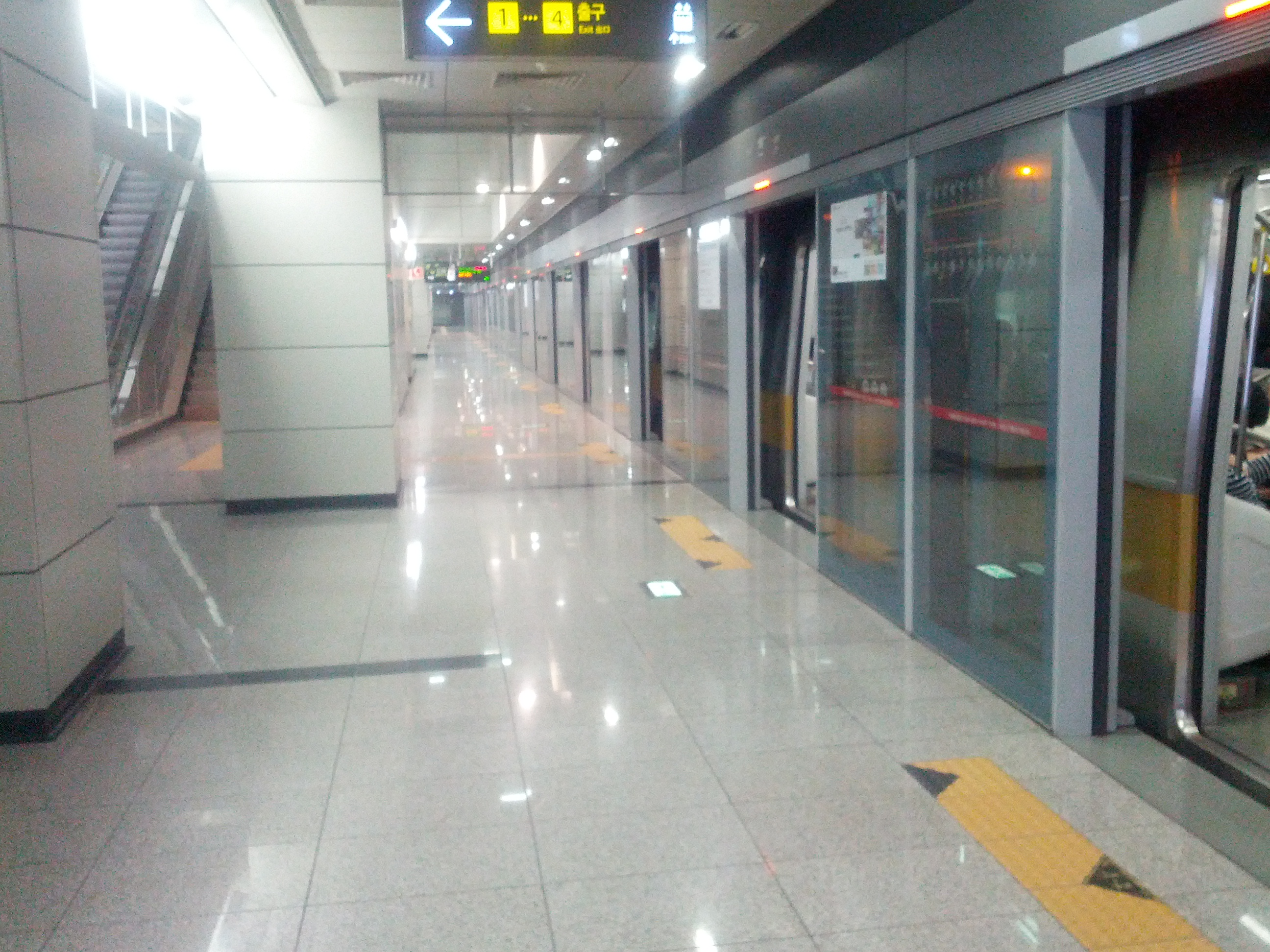
9號線候車月台

| 汝矣島 ↑ |
| \| 上    |
| ↓ 鷺梁津 |

| 月台 | 路線           | 目的地                                                           |
| ---- | -------------- | ---------------------------------------------------------------- |
| 上行 | ●首爾地鐵9號線 | 堂山、金浦機場、開花方向                                         |
| 下行 | ●首爾地鐵9號線 | 鷺梁津、新論峴、綜合運動場、石村、奧林匹克公園、中央報勳醫院方向 |

### 新林線月台

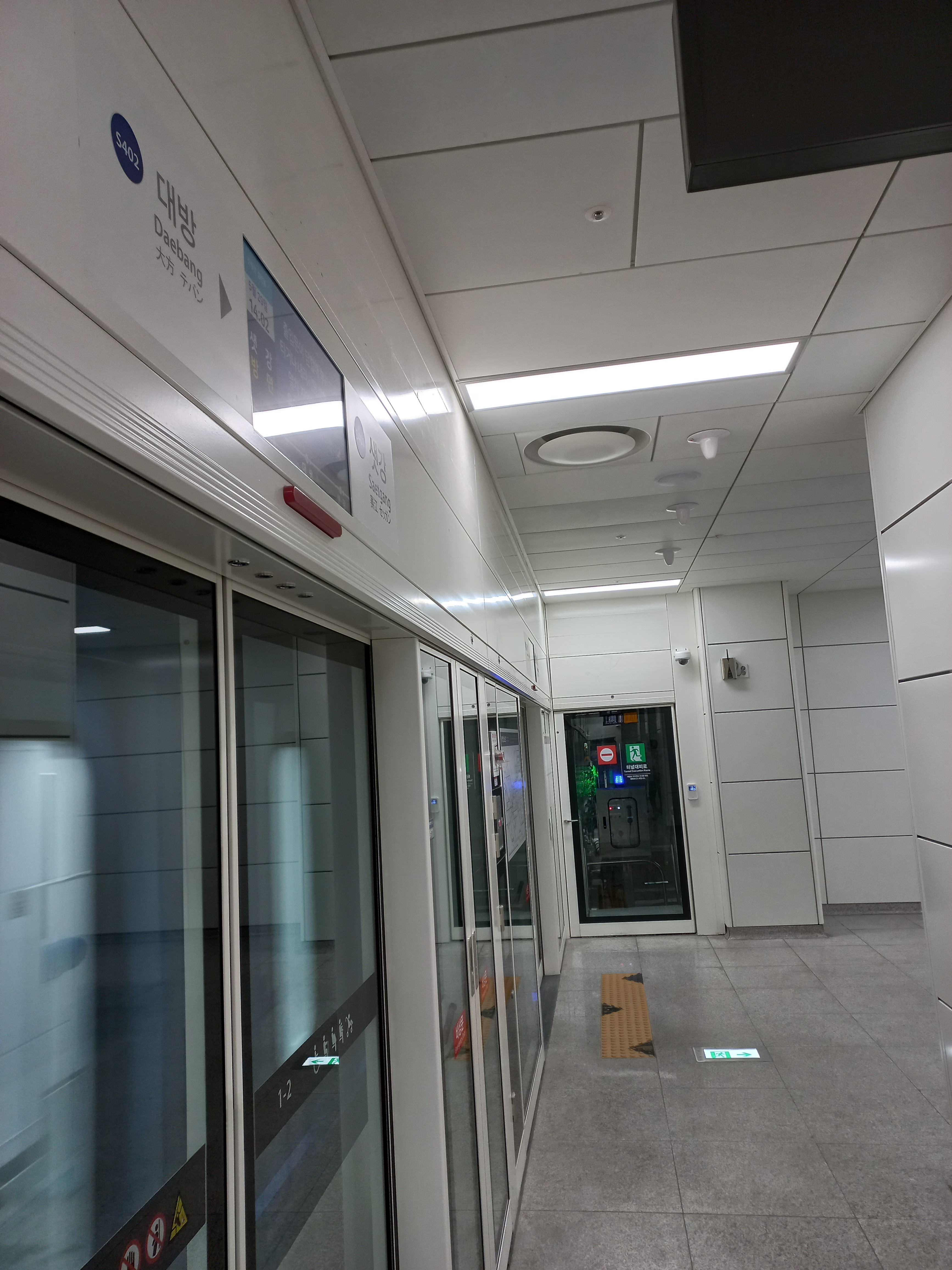
新林線候車月台

2面2線的側式月台。
| 起終點站 |
| \| 上    |
| ↓ 大方   |

| 月台 | 路線              | 目的地                         |
| ---- | ----------------- | ------------------------------ |
| 上行 | ●首爾輕電鐵新林線 | 此站終着                       |
| 下行 | ●首爾輕電鐵新林線 | 波拉美、新林、書院、冠岳山方向 |

## 歷史
- 2009年7月24日：落成啟用。
- 2022年5月28日：新林線站體開通。

## 車站周邊
- 韓國國土情報公社（朝鲜语：한국국토정보공사）
- KBS別館
- 安卡拉公園
- 賽江（朝鲜语：여의도 샛강）
- 汝矣橋（朝鲜语：여의교）
- 汝矣島聖母醫院
- 印尼駐韓大使館（朝鲜语：주한 인도네시아 대사관）
- 63大廈
- E-mart汝矣島店
- 元曉大橋

## 圖片

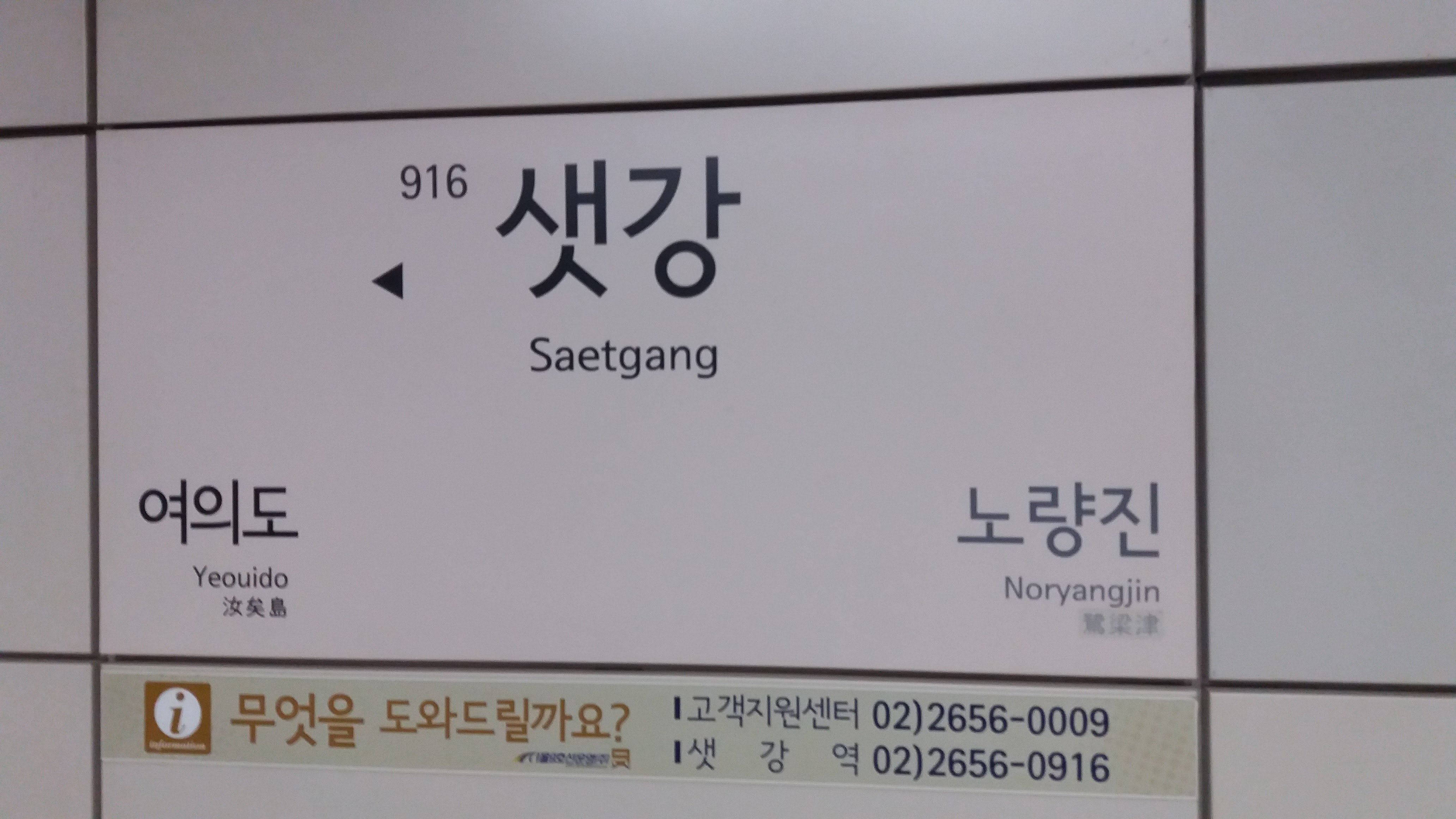
9號線站名牌
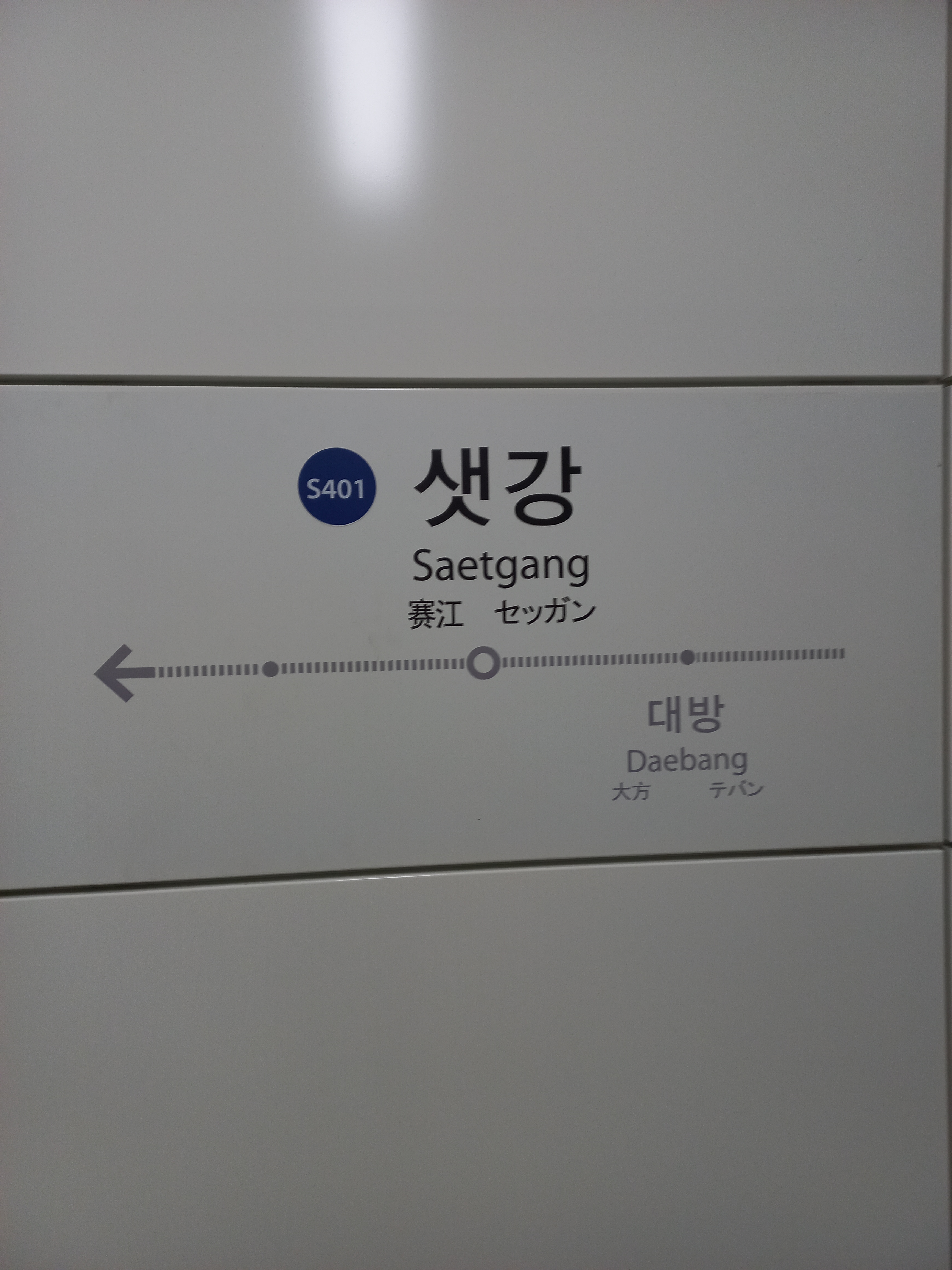
新林線站名牌
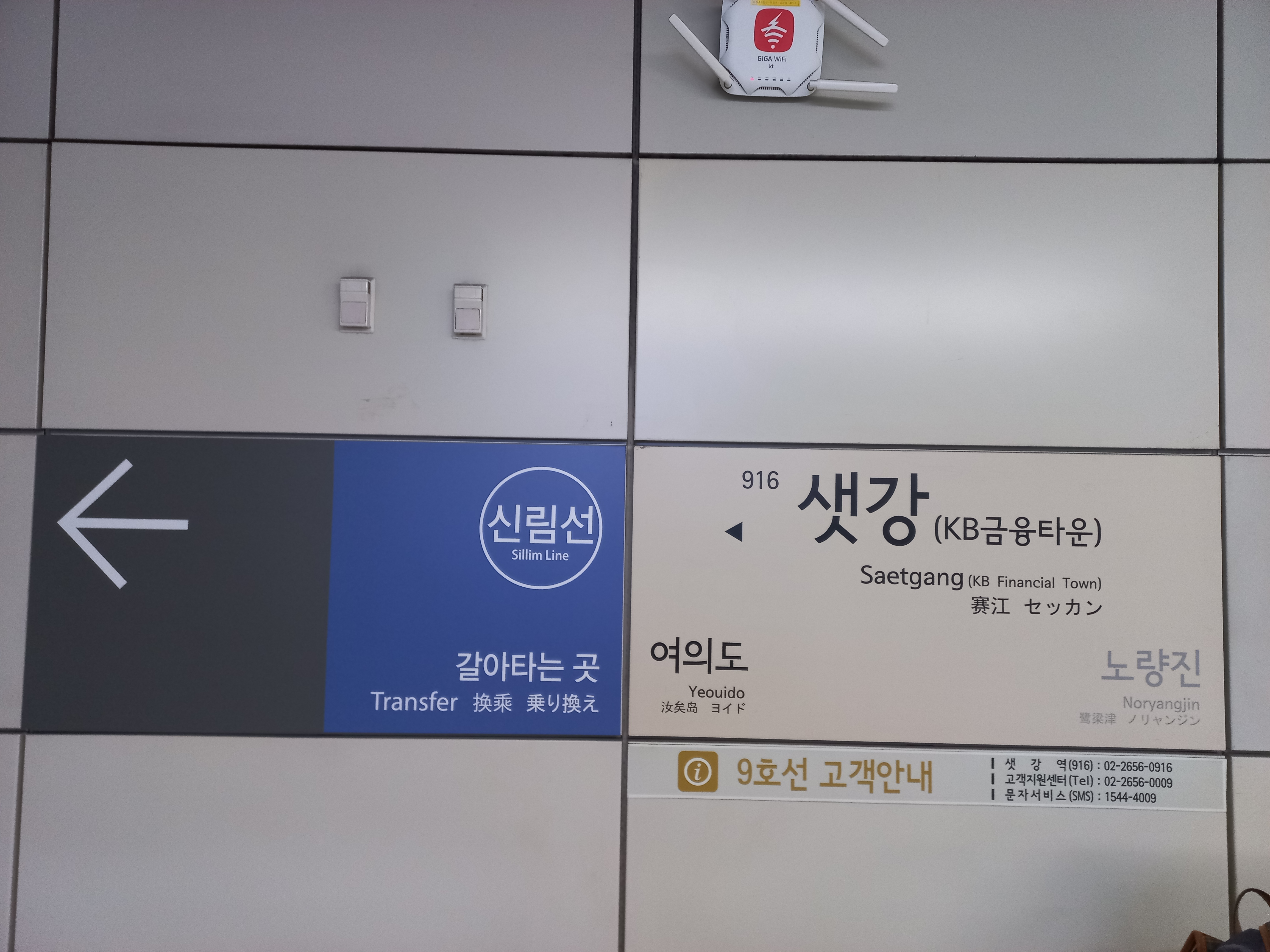
轉乘告示

## 相鄰車站
首爾市地鐵9號線
●首爾地鐵9號線
一般
汝矣島（915）－賽江（916）－鷺梁津（917）
南首爾輕電鐵
●首爾輕電鐵新林線
賽江（S401）－大方（S402）